# Errico Moricotti
Errico Moricotti (anche Enrico o Arrigo) (Vicopisano, ... – Roma, 1179) è stato un cardinale italiano.

## Biografia
Nelle fonti medioevali è sempre ricordato come Henricus pisanus o de Pisa; la sua appartenenza alla famiglia dell'aristocrazia pisana dei Moricotti è una attribuzione moderna, collegata alla sua parentela con il cardinale Guido Moricotti. Non vi sono molte notizie sulla vita di Moricotti prima della elevazione come cardinale: la principale è riportata da Gaufrido, monaco che poi divenne abate di Clairvaux, il Moricotti entrò nella congregazione cistercense e risiedette a Clairvaux, dove ebbe rapporti diretti con san Bernardo.
Suddiacono apostolico nel 1148, con tale carica prese parte al concilio di Reims; come riportato ancora una volta da Gaufrido, fu poi abate del monastero di San Vincenzo ed Atanasio alle Tre Fontane in Roma, che pochi anni prima era stato tolto da papa Innocenzo II ai cluniacensi, che avevano assecondato lo scisma di Anacleto II, ed assegnato ai cistercensi. Fu creato cardinale presbitero con il titolo dei Santi Nereo ed Achilleo in un concistoro celebrato nel 1150. Sottoscrisse numerose bolle papali tra il 1151 ed il 1167: in particolare tra il 25 aprile 1151 e il 10 aprile 1153, tra il 22 settembre 1153 e il 30 novembre 1154, tra il 19 dicembre 1154 e il 29 gennaio 1159, tra il 19 giugno 1162 e l'8 aprile 1167.
Partecipò all'elezione papale del 1153 che elesse papa Anastasio IV; partecipò all'elezione papale del 1154 che elesse papa Adriano IV. Fu poi legato pontificio presso la corte del re Guglielmo I di Sicilia, che risiedeva al tempo a Salerno, per arrivare a una pacificazione con il sovrano. Per ben due volte fu legato presso l'imperatore Federico Barbarossa, che lo imprigionò per un certo periodo durante la prima missione. Partecipò al conclave del 1159, che elesse papa Alessandro III. Fu legato in Francia, dove battezzò la figlia del re; fu poi legato in Inghilterra, dove partecipò al concilio di Londra e riuscì a convincere Tommaso Becket ad accettare la nomina ad arcivescovo di Canterbury.